# Avilés (comarca)
Avilés is een comarca (Asturisch: cotarru) van de Spaanse provincie en autonome regio Asturië. De hoofdstad is Avilés, de oppervlakte 535 km² en het heeft 156.038 inwoners (2003).

## Gemeenten
Avilés, Candamo, Castrillón, Corvera de Asturias, Cudillero, Gozón, Illas, Muros de Nalón, Pravia, Soto del Barco.
Avilés · Caudal · Eo-Navia · Gijón · Nalón · Narcea · Oriente · Oviedo